# Alonso Zamora Vicente

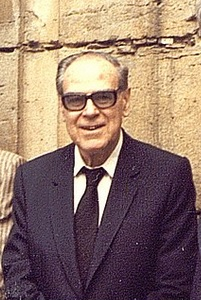
Alonso Zamora Vicente (1983)

Alonso Zamora Vicente (* 1. Februar 1916 in Madrid; † 14. März 2006 ebenda) war ein spanischer Schriftsteller, Romanist und Hispanist.

## Leben und Werk
Zamora Vicente studierte in Madrid bei Tomás Navarro Tomás, Ramón Menéndez Pidal und Américo Castro. Er promovierte 1942 in Romanischer Philologie mit der Arbeit El Habla de Mérida y sus cercanías (Madrid 1943). Dann lehrte er von 1943 bis 1946 an der Universität Santiago de Compostela, von 1946 bis 1948 an der Universität Salamanca. Von 1948 bis 1952 war er Professor an der Universität Buenos Aires, von 1953 bis 1961 am Colegio de México, von 1961 bis 1968 an der Universität von Puerto Rico, schließlich von 1968 bis 1985 an der Universität Complutense Madrid.
1966 wurde Zamora Vicente in die Real Academia Española gewählt und war von 1971 bis 1989 ihr ständiger Sekretär. Zamora Vicente war Ehrendoktor der Universitäten Salamanca (1989), Extremadura in Cáceres (1990), Coimbra (1992), Santiago de Compostela (1994) und Alicante (2002).
Für sein erzählerisches Werk erhielt Zamora Vicente 1980 den Nationalpreis.
Zamora Vicente war Träger des Orden Alfons X. des Weisen (Großkreuz, 2000). Er vermachte seine umfangreiche Bibliothek der Fundación Biblioteca Zamora Vicente in Cáceres.
Alonso Zamora Vicente war verheiratet mit der Romanistin María Josefa Canellada. Er war befreundet mit Camilo José Cela und Dámaso Alonso.

## Werke (ohne schriftstellerische und herausgeberische Tätigkeit)
- Las "Sonatas" de Valle Inclán. Contribución al estudio de la prosa modernista, Buenos Aires 1951, Madrid 1966
- Presencia de los clásicos, Buenos Aires 1951
- Léxico rural asturiano. Palabras y cosas de Libardón (Colunga), Granada/Madrid 1953, Oviedo 1997
- Dialectología española, Madrid 1960, 1967, 1989
- Lope de Vega. Su vida y su obra, Madrid 1961, 1969, 1985
- Camilo José Cela (acercamiento a un escritor), Madrid 1962
- Lengua, literatura, intimidad entre Lope de Vega y Azorín, Madrid 1966
- La realidad esperpéntica. Aproximación a "Luces de bohemia", Madrid 1969, 1983
- Valle-Inclán. Novelista por entregas, Madrid 1973
- Diccionario moderno del español usual, Madrid 1975
- Suplemento literario, Madrid 1984
- Estudios de dialectología hispánica, Santiago de Compostela 1986
- Examen de ingreso. Madrid. Años veinte, Madrid 1991
- La otra esquina de la lengua, Madrid 1995
- Narraciones, hrsg. von Jesús Sánchez Lobato, Madrid 1998
- La Real academia española, Madrid 1999
- Recuerdos filológicos y literarios, hrsg. von Mario Pedrazuela Fuentes, Cáceres 2010

## Belletristik
- Un balcón a la plaza. Reihe Easy Readers, Spanisch. Klett, Stuttgart 1987, ISBN 3-12-561960-2
- Sin levantar cabeza. Neuaufl. Espasa Libros, Barcelona 2006
  - Auszug: La Ramitas - Fräulein Ramitas. Übers. Erna Brandenberger, in: Fueron testigos. Cuentos modernos - Sie waren Zeugen. Moderne spanische Erzählungen. dtv zweisprachig. Neuaufl. dtv, München 13. Aufl. 2014, ISBN 3-423-09303-X, S. 226–245